# Nycerella
Nycerella (Galiano, 1982) è un genere di ragni appartenente alla famiglia Salticidae.

## Distribuzione
Le otto specie note di questo genere sono diffuse soprattutto in America meridionale e centrale, in particolare in Brasile, Panama, Guatemala e Argentina.

## Tassonomia
Il nome sostituisce quello di Cyrene Peckham & Peckham, 1893, occupato precedentemente; in seguito queste specie sono confluite nel genere Euophrys C.L. Koch, 1834, da cui sono state staccate con l'attuale denominazione nel 1982 dall'aracnologa Galiano.
A maggio 2010, si compone di otto specie ed una sola sottospecie:
- Nycerella aprica (Peckham & Peckham, 1896) — Brasile, Paraguay, Argentina
- Nycerella decorata (Peckham & Peckham, 1893)[2] — Panama, Colombia, Isole Saint Vincent e Grenadine (Piccole Antille)
- Nycerella delecta (Peckham & Peckham, 1896) — dal Messico a Panama
- Nycerella donaldi (Chickering, 1946) — Panama
- Nycerella melanopygia Galiano, 1982 — Brasile
- Nycerella neglecta Galiano, 1982 — da Panama all'Ecuador
- Nycerella sanguinea (Peckham & Peckham, 1896) — dal Guatemala a Panama
  - Nycerella sanguinea paradoxa (Peckham & Peckham, 1896) — Guatemala
- Nycerella volucripes Galiano, 1982 — Brasile, Perù